# Dreux
Dreux és un municipi francès, situat al departament d'Eure i Loir i a la regió del Centre - Vall del Loira. L'any 1999 tenia 31.849 habitants.

## Fills il·lustres
- Martin Pierre Dalvimare (1772-1839), músic i compositor.
- Catherine Corsini (1956), directora i guionista de cinema